# Paraiemea convexa
Paraiemea convexa är en stekelart som beskrevs av Sureshan och T.C. Narendran 1998. Paraiemea convexa ingår i släktet Paraiemea och familjen puppglanssteklar. Inga underarter finns listade i Catalogue of Life.